# Leichtathletik-Europameisterschaften 2020
Die Leichtathletik-Europameisterschaften 2020 sollten vom 26. bis 30. August des Jahres im Stade Charléty in Paris ausgetragen werden. Der Europäische Leichtathletikverband (EAA) vergab am 28. April 2017 die Wettkämpfe an Paris. Die französische Hauptstadt wäre nach den Männerleichtathletik-Europameisterschaften 1938 zum zweiten Mal Ausrichter der europäischen Titelkämpfe gewesen.
Am 23. April 2020 wurden die Europameisterschaften wegen der COVID-19-Pandemie von der EAA, in Absprache mit dem lokalen Organisationskomitee und dem französischen Leichtathletikverband Fédération Française d’Athlétisme (FFA), zum ersten Mal seit 1942 abgesagt.